# Babygym

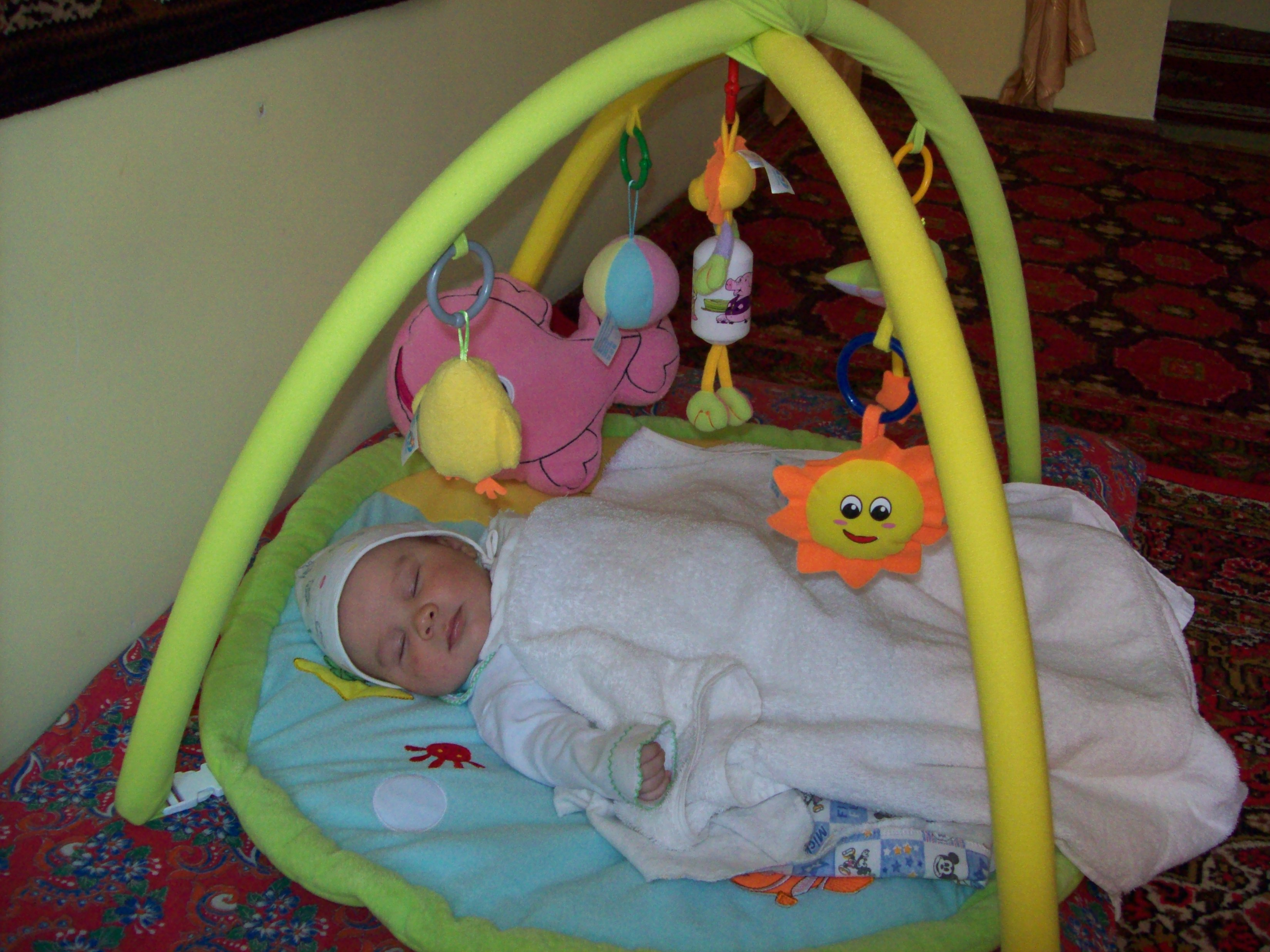
Ett sovande spädbarn i en typ av babygym.

Ett babygym är en leksak konstruerad för att stimulera små barn till att aktivera sig. Det finns olika modeller av babygym, i den vanligaste ligger barnet på rygg och har olika leksaker fästade på en ställning ovanför sig. Barnet måste sträcka upp händerna för att nå leksakerna, som för att intressera barnet till exempel kan ha olika klara färger, vara i olika material eller göra olika ljud. Vissa modeller av babygym är utformade så att barnet även kan liggande på mage, med leksaker även på sidorna och på mattan barnet ligger på. Babygym finns för barn mellan två och sex månaders ålder.